# Ochrota imminuta
Ochrota imminuta är en fjärilsart som beskrevs av Saalmüller 1879. Ochrota imminuta ingår i släktet Ochrota och familjen björnspinnare. Inga underarter finns listade i Catalogue of Life.